# Tobey Maguire
Tobias Vincent Maguire (Santa Mónica, California, 27 de junio de 1975) es un actor y productor de cine estadounidense, conocido principalmente por interpretar a Peter Parker en la trilogía de Spider-Man de Sam Raimi (2002-2007), papel que retomó en 2021  en Spider-Man: No Way Home. 
Comenzó su carrera con papeles menores en series de televisión y telefilmes. En 1997, tuvo un papel de reparto en La tormenta de hielo, de Ang Lee y en Deconstructing Harry de Woody Allen y en 1999 protagonizó junto a Michael Caine y Charlize Theron la película The Cider House Rules. Ya en la década de 2000, trabajó en Wonder Boys (2000), las tres películas basadas en el cómic Spider-Man y en la candidata al Premio Óscar a la mejor película, Seabiscuit (2003). Concluida la trilogía de Spider-Man, fue aclamado por la crítica por su interpretación en Brothers (2009), donde actuó junto a Jake Gyllenhaal y Natalie Portman. Por su trabajo, recibió una nominación al Premio Globo de Oro como mejor actor dramático. En 2013, protagonizó El gran Gatsby junto a Leonardo DiCaprio. En 2014, interpretó al ajedrecista Bobby Fisher en la biopic Pawn Sacrifice, que también produjo. Es vegano, y en 2002 la organización Personas por el Trato Ético de los Animales lo nombró «vegano más sexy del mundo».

## Biografía
Tobias Maguire nació el 27 de junio de 1975 en Santa Mónica, hijo de Wendy Brown, una guionista y productora, y Vincent Maguire, un obrero y cocinero. Sus padres lo tuvieron con 18 y 20 años respectivamente y, pese que se casaron luego de su nacimiento, se divorciaron cuando tenía dos años. Maguire tiene cuatro medio hermanos: Vincent (n. 1973) y Timothy Maguire (n. 1984) por línea paterna y Jopaul (n. 1991) y Weston Epp (n. 1994) por línea materna. También tiene una hermana, Sara Maguire. Debido al divorcio de sus padres, pasó la mayor parte de su infancia mudándose de pueblo en pueblo, viviendo con su padre o su madre y otros miembros de la familia.
En un principio, pensaba ser chef, al igual que su padre, pero su madre lo animó a seguir una carrera actoral e incluso le dio cien dólares para que en la escuela tomara clases de teatro, en lugar de economía doméstica. Abandonó sus estudios en noveno grado para dedicarse a la actuación.

## Carrera

### Primeros trabajos
En 1989, Maguire realizó una pequeña participación en la película The Wizard. Un año después, protagonizó el telefilme de Nickelodeon Tales from the Whoop: Hot Rod Brown, Class Clown, donde interpretó a un joven con mal comportamiento llamado Hot Rod Brown. Luego realizó algunos papeles como artista invitado en series de televisión como Roseanne de la ABC, Jake and the Fatman de la CBS, Eerie Indiana y Blossom, ambas de la NBC. En 1992, obtuvo el papel protagónico en la sitcom Great Scott!, en la que interpretó a Scott Melrod, un adolescente con una gran imaginación. A pesar de recibir buenas críticas, la serie no tuvo buenos números de audiencia y fue cancelada después de trece episodios. Maguire continuó trabajando en series como Spoils of War de la ABC, A Child's Cry for Help de la NBC y Seduced By Madness: The Diane Borchardt Story, basada en hechos reales.

### Comienzos cinematográficos (1993-2000)

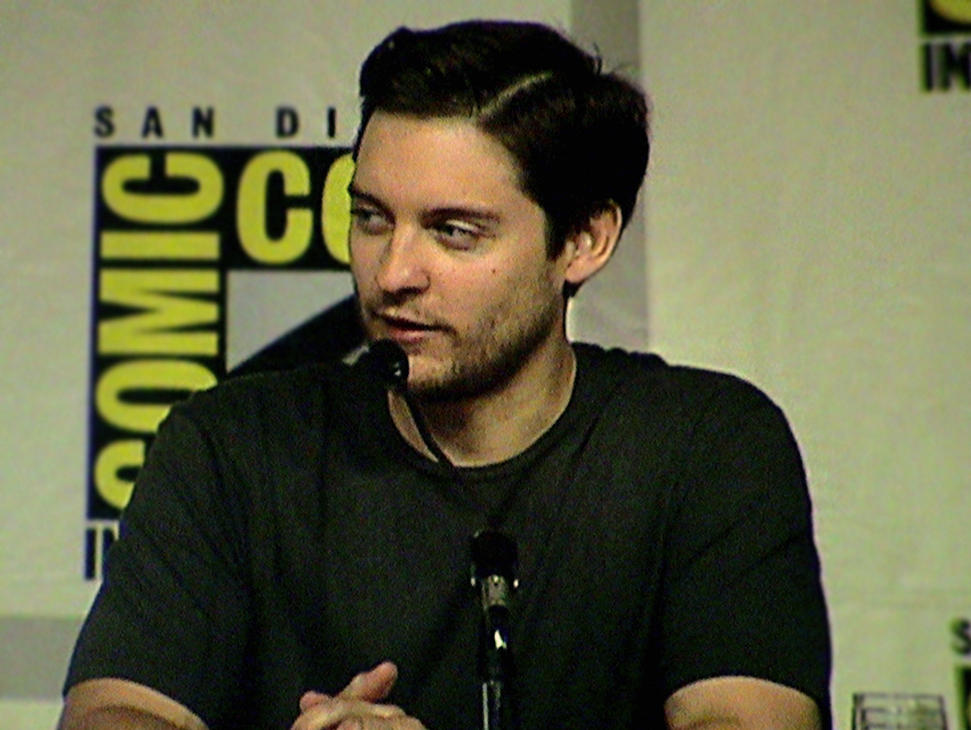
Maguire en 2006

Maguire conoció a Leonardo DiCaprio en una audición para una película. Se hicieron amigos y acordaron ayudarse mutuamente para conseguir trabajo. Así, en 1993, consiguió su primer papel en cine en This Boy's Life, basada en las memorias de Tobias Wolff. La película, protagonizada por DiCaprio, fue dirigida por Michael Caton-Jones.
En 1994, actuó en tres largometrajes: The Adventures of the Red Baron, donde obtuvo el protagónico junto con Mickey Rooney. Ni su interpretación secundaria en So Fucking What ni su actuación de adolescente alcohólico en Healer le valieron la atención de la audiencia. En 1995 actuó en el cortometraje The Duke of Groove, dirigido por Griffin Dunne y candidato al Premio Óscar al mejor cortometraje. Maguire interpretó a Rich Cooper, un adolescente tímido que asiste a una fiesta muy concurrida con su madre, durante la que ambos aprenden cosas sobre ellos mismos y sobre los demás invitados. También trabajó en el largometraje de bajo presupuesto Don's Plum (rodado entre 1995 y 1996), que también contó con la actuación de DiCaprio y se filmó en blanco y negro. En un comienzo, tanto Maguire como DiCaprio creían que Don's Plum solo sería proyectada en algunos festivales de cine independiente, pero esto no fue así y la película se estrenó recién en 2001, en el Festival de Cine de Berlín. Desde enero de 2016, está prohibida su proyección en Estados Unidos y Canadá. En 1995 llegó a filmar unas cuantas escenas para la comedia juvenil Empire Records, donde interpretó a Andre, pero finalmente le pidió al director que las borrara en la edición final, puesto que durante la producción se vio afectado por problemas emocionales que, al parecer, le impedían comunicarse con el resto del reparto. Posteriormente, Maguire se sometió a una desintoxicación en Alcohólicos Anónimos, para luchar contra su autodenominada personalidad «compulsiva y adictiva».    
En 1996, protagonizó la película independiente de Quinton Peeples Joyride, y un año después fue dirigido por Ang Lee en el drama La tormenta de hielo, donde interpretó al conflictivo pero lúcido narrador Paul Hood. Este papel, con una mezcla de cinismo e inocencia, lo convirtió en un actor muy requerido. Tras un pequeño papel en Deconstructing Harry (1997), dirigida por Woody Allen, y una breve aparición como autoestopista en Fear and Loathing in Las Vegas (1998), el actor obtuvo el protagónico en la película Pleasantville, donde interpretó a un adolescente obsesionado con las comedias de la década de 1950.
En 1999 trabajó en el western dirigido por Ang Lee Ride With the Devil, donde interpretó a Jakob Roedel, un hijo de un inmigrante alemán que se une a los Bushwhackers durante la Guerra de Secesión. Ese mismo año, protagonizó el largometraje de Lasse Hallström The Cider House Rules, una adaptación de la novela homónima de John Irving, ganador de dos Premios Óscar. Al año siguiente trabajó en la comedia dramática Wonder Boys, dirigida por Curtis Hanson, donde compartió créditos con, entre otros, Robert Downey Jr. y Michael Douglas. La película, una adaptación de la novela homónima de 1995 escrita por Michael Chabon, solo recaudó 33 millones de dólares, sobre los 55 millones que hicieron falta para realizarla.

### Spider-Many otros papeles (2002-2007)

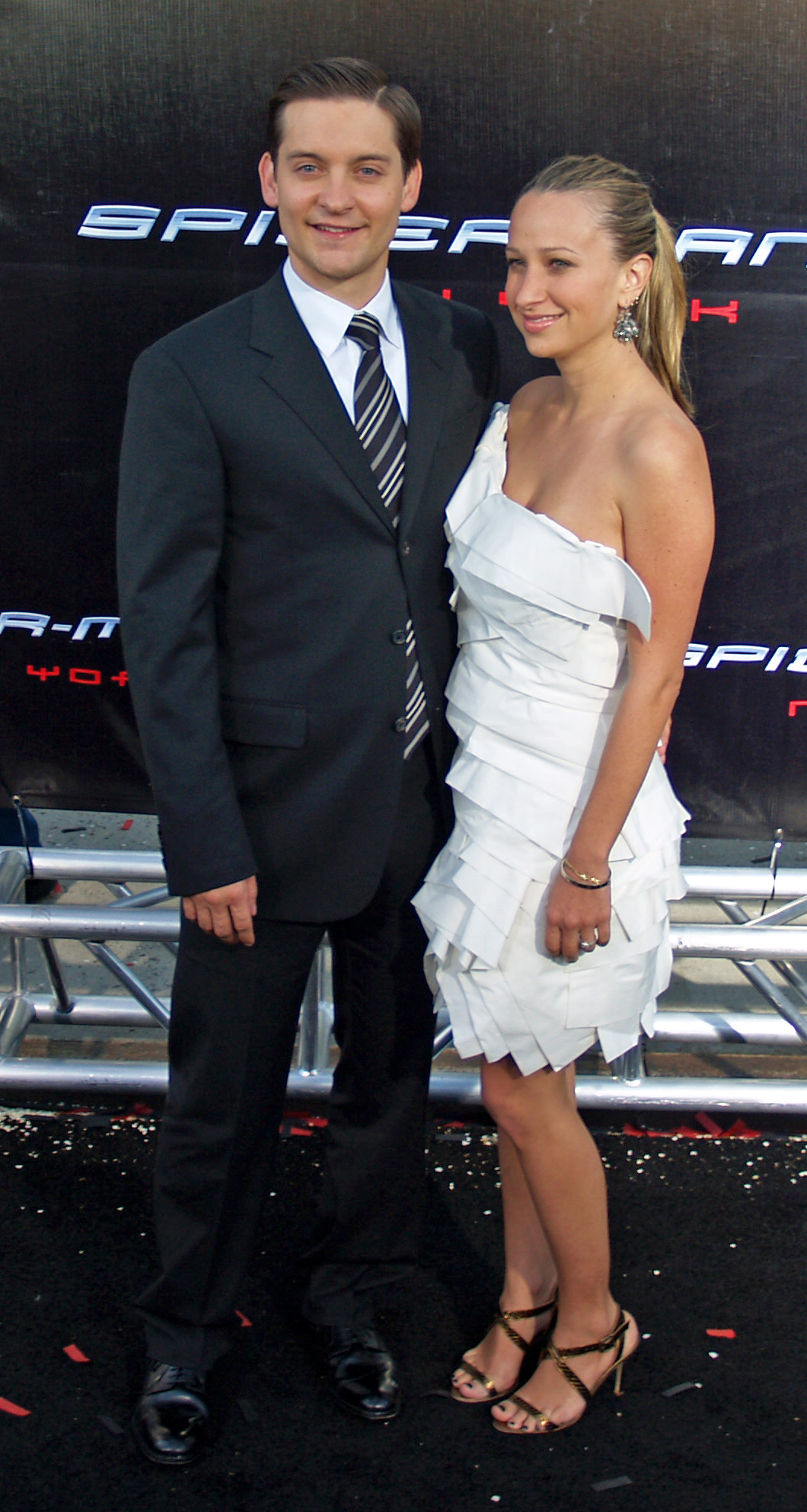
Maguire con su entonces esposa, Jennifer Meyer, en el estreno de Spider-Man 3 en Queens, en abril de 2007.

Maguire consolidó su carrera en 2002, al obtener el papel protagónico en el filme Spider-Man, dirigido por Sam Raimi y basado en la historieta The Amazing Spider-Man de Marvel. Dos años antes del estreno del largometraje, había firmado un contrato para aparecer en tres películas de la entrega. Cobró entre tres y cuatro millones de dólares por interpretar al fotógrafo Peter Parker, quien se convierte en un superhéroe que lucha contra el crimen luego de ser mordido por una araña genéticamente modificada. Maguire consiguió el papel en julio de 2000, y fue la primera opción de Raimi desde que vio su actuación en The Cider House Rules. Para prepararse para el papel, Maguire necesitó un entrenador personal, un instructor de yoga, practicó artes marciales y tomó clases de escalada. En una entrevista, el actor contestó que el largometraje había sido algo muy positivo para su carrera, y que, al momento de ser aceptado para el papel, comenzó a practicar toda clase de deportes durante cinco meses e hizo artes marciales, bicicleta y kick boxing. Spider-Man consiguió dos nominaciones al Premio Óscar y recaudó 821,7 millones de dólares en todo el mundo, lo que la convirtió en la tercera película de mayor recaudación de 2002, solo por detrás de El Señor de los Anillos: las dos torres y Harry Potter y la cámara secreta.
Debido al éxito de Spider-Man se llevaron a cabo dos secuelas, Spider-Man 2 (2004) y Spider-Man 3 (2007), ambas grandes éxitos taquilleros. La segunda película de la saga tiene lugar dos años después de la primera, y esta vez el personaje de Maguire debe impedir que el villano, el doctor Octopus, destruya la ciudad. Durante el rodaje de Seabiscuit, que protagonizó ese mismo año, Maguire se lesionó la espalda y la productora Sony consideró sustituirlo por otro actor en la segunda entrega. Incluso, hubo negociaciones para reemplazarlo por Jake Gyllenhaal, quien en ese entonces mantenía una relación amorosa con Kirsten Dunst, la actriz que interpretó a Mary Jane Watson. Sin embargo, Maguire se recuperó a tiempo para retomar el papel, por el que cobró diecisiete millones de dólares. Cuando se le preguntó qué diferencias encontró entre la primera y segunda película, Maguire contestó que «son diferentes, pero la secuela me costó menos trabajo», pues antes de filmar debió hacer cuatro horas diarias de gimnasia, caminatas, entrenamientos con pesas y desarrollar su masa muscular seis días a la semana. Por su actuación, ganó un Premio Saturno en la categoría mejor actor.
Spider-Man 3 se estrenó el 16 de abril de 2007 en Tokio y recaudó 890,9 millones de dólares en todo el mundo, lo que la convirtió en la película más taquillera de la trilogía. A diferencia de las dos anteriores, obtuvo críticas variadas. Luego del estreno de la tercera parte, Sony Pictures confirmó la realización de Spider-Man 4, cuya fecha de estreno estaba programada para mayo de 2011. Sin embargo, luego de muchos conflictos con el guion y la dirección, no se continuó con la historia, y en enero de 2010 se anunció la cancelación de la película y el inicio de una nueva saga con un nuevo director y elenco. En diciembre de ese mismo año comenzó la filmación del reboot The Amazing Spider-Man.
Fuera de la saga Spider-Man, Maguire protagonizó el largometraje dramático de Gary Ross Seabiscuit (2003), en el que interpretó a Red Pollard, jinete del purasangre Seabiscuit, una de las mayores leyendas de carreras de caballos. La película está basada en el libro de Laura Hillenbrand Seabiscuit: una leyenda americana. Ross ya había dirigido al actor en Pleasantville, de 1998. Maguire declaró que aceptó el papel porque «me encantó el guion. Gary Ross hizo un gran trabajo adaptándolo. Leí el libro antes que el guion y me encantó la historia [...] Mi personaje es estupendo y complejo, estaba emocionado por interpretarlo». Debido a que el actor debió aumentar su masa muscular para Spider-Man, tuvo que adelgazar y perder musculatura para el papel de jockey. La película, de la que también fue productor ejecutivo, se estrenó el 22 de julio de 2003. Recibió críticas favorables y fue candidata al Óscar a la mejor película. El elenco, por su parte, obtuvo una nominación al Premio del Sindicato de Actores en la categoría mejor reparto. En cuanto a la actuación de Maguire, Todd McCarthy, de la revista Variety, escribió: «Con su cabello rojo y su figura más delgada tras Spider-Man, Maguire interpreta a Pollard de forma convincente, sentado en la silla de montar o aconsejando a su reemplazo sobre cómo montar a Seabiscuit mientras él está hospitalizado».
En 2006, realizó un papel de reparto en la película protagonizada por George Clooney y Cate Blanchett The Good German.

### Trabajo posterior

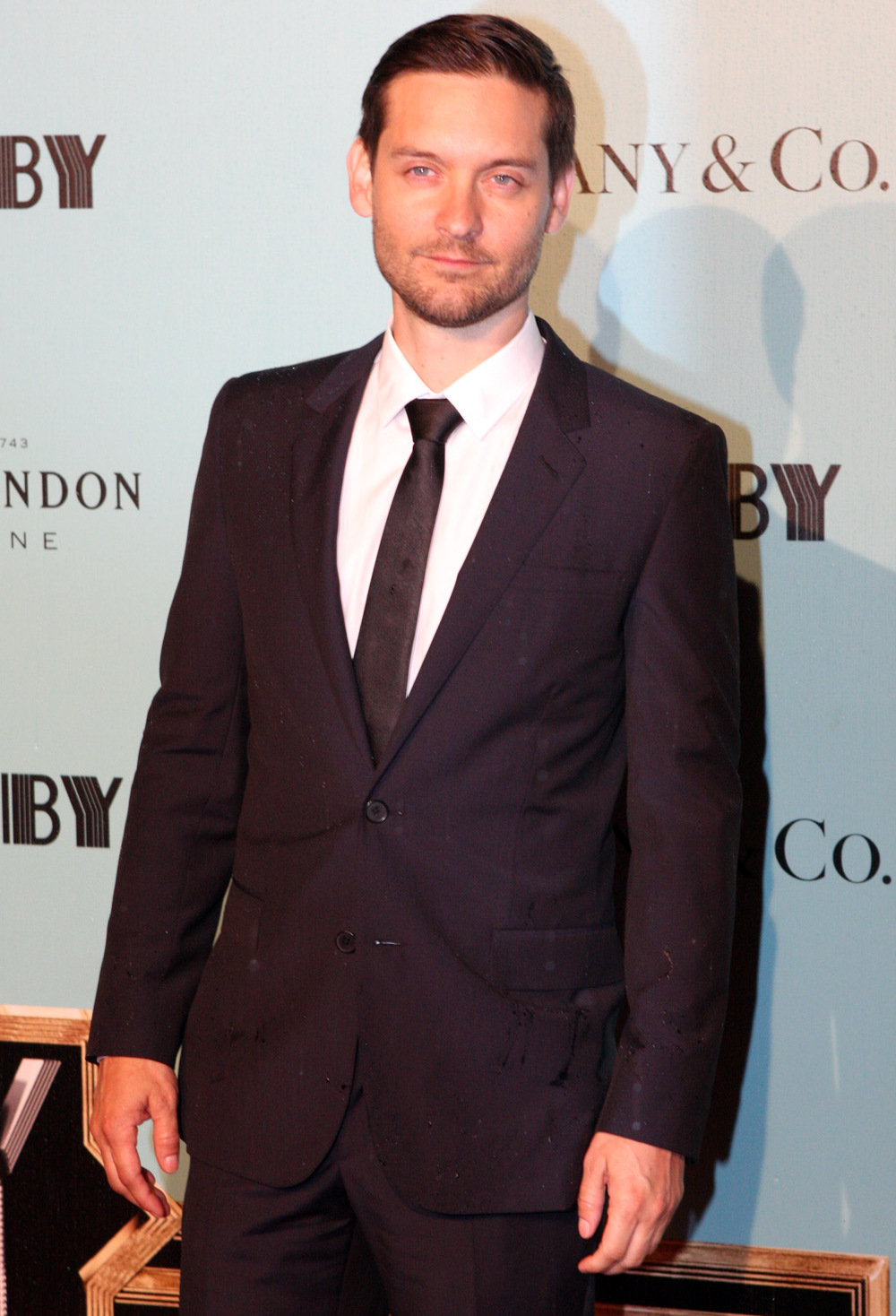
Maguire en el estreno de El gran Gatsby, en Sídney (mayo de 2013).

Ya en 2008, realizó un cameo en la comedia Tropic Thunder, una parodia sobre largometrajes bélicos. Se interpretó a sí mismo como un hombre homosexual del siglo xviii interesado en el padre O'Malley —interpretado por Kirk Lazarus, personaje de Robert Downey Jr.— en el tráiler de la falsa película Satan's Alley. Obtuvo el papel a último momento y realizó sus escenas en solo dos horas, ya que tenía compromisos previos. Un año después protagonizó  Brothers, basada en la película danesa Brødre de 2004, donde actuó junto a Jake Gyllenhaal y Natalie Portman. Interpretó al traumatizado Sam Cahill, un soldado que al volver de la guerra comienza a sospechar que su hermano y su esposa mantuvieron una relación en su ausencia. Maguire recibió elogios por parte de la crítica y fue nominado al Premio Globo de Oro como mejor actor dramático. El crítico Roger Ebert escribió en el Chicago Sun-Times que nunca antes había visto «esas profundidades tan oscuras» en el actor.
Luego de dos años, Maguire regresó al cine con la película de bajo presupuesto The Details (2011) como Jeff Lang y produjo los largometrajes Country Strong, Seeking Justice y La era del rock. Posteriormente, junto a DiCaprio, protagonizó el film dirigido por Baz Luhrmann El gran Gatsby, adaptación de la novela homónima de 1925 escrita por F. Scott Fitzgerald. Maguire comentó que leyó el libro antes de grabar, así que conocía el contenido de la obra. También participó en la película dramática Labor Day, donde interpretó a la versión adulta de uno de los personajes principales, Henry Wheeler.
En 2014, protagonizó y produjo la miniserie The Spoils of Babylon, como Devon Morehouse. Ese año también participó en el drama biográfico Pawn Sacrifice donde interpretó al jugador de ajedrez Bobby Fischer, campeón mundial entre 1972 y 1975. La película se estrenó el 18 de septiembre del siguiente año, y recaudó 5,6 millones de dólares en la taquilla mundial, sobre un presupuesto de diecinueve millones. La película recibió críticas mayormente positivas, al igual que la actuación de Maguire.
En 2021 participó en Spider-Man: No Way Home, siendo su regreso con el papel del personaje.

## Vida privada
Es vegetariano desde 1992 y vegano desde 2009. La organización PETA lo nombró «vegetariano más sexi del mundo» en 2002. En una entrevista para Parade de 2008, Maguire reveló que dejar de consumir carne no le resultó difícil: «En realidad, no fue difícil, nunca tuve ninguna necesidad de comer carne. De hecho, cuando era un niño me costaba mucho consumir carne».  Se ha mantenido sobrio desde los diecinueve años, después de tener «algunas dificultades» con el alcohol en su adolescencia.
En 2003, comenzó una relación con la diseñadora de joyas Jennifer Meyer, a quien conoció mientras rodaba Seabiscuit. La pareja se comprometió en abril de 2006 y, el 10 de noviembre de ese año, tuvieron su primera hija, Ruby Sweetheart. Se casaron el 3 de septiembre de 2007 en la ciudad hawaiana de Kailua (condado de Hawái). Su segundo hijo, Otis Tobias, nació en mayo de 2009. El 18 de octubre de 2016 anunciaron su separación, tras nueve años de matrimonio.

## Filmografía
| Año  | Película                       | Papel                      |
| ---- | ------------------------------ | -------------------------- |
| 1993 | This Boy's Life                | Chuck Bolger               |
| 1994 | Healer                         | Adolescente                |
| 1994 | Revenge of the Red Baron       | Jimmy Spencer              |
| 1996 | Joyride                        | J.T.                       |
| 1997 | La tormenta de hielo           | Paul Hood                  |
| 1997 | Deconstructing Harry           | Harvey Stern               |
| 1998 | Fear and Loathing in Las Vegas | Autoestopista              |
| 1998 | Pleasantville                  | David                      |
| 1999 | Ride with the Devil            | Jake Roedel                |
| 1999 | The Cider House Rules          | Homer Wells                |
| 2000 | Wonder Boys                    | James Leer                 |
| 2001 | Don's Plum                     | Ian                        |
| 2001 | Como perros y gatos            | Lou (voz)                  |
| 2002 | Spider-Man                     | Peter Parker/Spider-Man    |
| 2003 | Seabiscuit                     | Red Pollard                |
| 2004 | Spider-Man 2                   | Peter Parker/Spider-Man    |
| 2006 | The Good German                | Corporal Patrick Tully     |
| 2007 | Spider-Man 3                   | Peter Parker/Spider-Man    |
| 2009 | Brothers                       | Sam Cahill                 |
| 2011 | The Details                    | Jeff Webber                |
| 2013 | El gran Gatsby                 | Nick Carraway              |
| 2013 | Labor Day                      | Henry Wheeler (adulto)     |
| 2014 | Pawn Sacrifice                 | Bobby Fischer              |
| 2017 | The Boss Baby                  | Tim adulto, narrador (voz) |
| 2021 | Spider-Man: No Way Home        | Peter Parker/Spider-Man    |
| 2022 | Babylon                        | James McKay                |

## Premios y nominaciones
| Año  | Categoría                                          | Premio                              | Trabajo               | Resultado |
| ---- | -------------------------------------------------- | ----------------------------------- | --------------------- | --------- |
| 1993 | Mejor actor joven en una nueva serie de televisión | Young Artist Awards                 | Great Scott!          | Nominado  |
| 1999 | Mejor actuación de joven actor o actriz            | Saturn Award                        | Pleasantville         | Ganador   |
| 2000 | Mejor reparto                                      | Screen Actors Guild Awards          | The Cider House Rules | Nominado  |
| 2001 | Mejor actor de reparto                             | Phoenix Film Critics Society Awards | Wonder Boys           | Nominado  |
| 2003 | Mejor película                                     | Black Reel Awards                   | 25th Hour             | Ganador   |
| 2003 | Patea traseros favorito                            | Kids' Choice Awards                 | Spider-Man            | Nominado  |
| 2003 | Mejor beso (con Kirsten Dunst)                     | MTV Movie Award                     | Spider-Man            | Ganador   |
| 2003 | Mejor actor                                        | MTV Movie Award                     | Spider-Man            | Nominado  |
| 2003 | Mejor actor                                        | Saturn Award                        | Spider-Man            | Nominado  |
| 2003 | Mejor reparto                                      | Screen Actors Guild Awards          | Seabiscuit            | Nominado  |
| 2005 | Mejor actor                                        | Empire Award                        | Spider-Man 2          | Nominado  |
| 2005 | Actor favorito en película                         | Kids' Choice Awards                 | Spider-Man 2          | Nominado  |
| 2005 | Mejor película                                     | People's Choice Awards              | Spider-Man 2          | Nominado  |
| 2005 | Mejor química (con Kirsten Dunst)                  | People's Choice Awards              | Spider-Man 2          | Nominado  |
| 2007 | Mejor pelea (con James Franco)                     | MTV Movie Awards                    | Spider-Man 3          | Nominado  |
| 2007 | Mejor actor                                        | National Movie Awards               | Spider-Man 3          | Nominado  |
| 2007 | Mejor actor                                        | People's Choice Awards              | Spider-Man 3          | Nominado  |
| 2010 | Mejor actor dramático                              | Globo de Oro                        | Brothers              | Nominado  |
| 2010 | Mejor actor                                        | Saturn                              | Brothers              | Nominado  |
| 2010 | Mejor actor en una película                        | Prism Awards                        | Brothers              | Nominado  |